# Malaybalay
Malaybalay est une ville de 1re classe, capitale de la province de Bukidnon, aux Philippines.
La ville compte 153 085 habitants en 2010.

## Barangays
Malaybalay est divisée en 46 barangays :
- Aglayan
- Bangcud
- Busdi
- Cabangahan
- Caburacanan
- Can-ayan
- Capitan Angel
- Casisang
- Dalwangan
- Imbayao
- Indalasa
- Kalasungay
- Kibalabag
- Kulaman
- Laguitas
- Patpat
- Linabo
- Apo Macote
- Miglamin
- Magsaysay
- Maligaya
- Managok
- Manalog
- Mapayag
- Mapulo
- Barangay 1
- Barangay 2
- Barangay 3
- Barangay 4
- Barangay 5
- Barangay 6
- Barangay 7
- Barangay 8
- Barangay 9
- Barangay 10
- Barangay 11
- Saint Peter
- San Jose
- San Martin
- Santo Niño
- Sila-e
- Simaya
- Sinanglanan
- Sumpong
- Violeta
- Zamboanguita

## Démographie
| Année | Habitants | Évolution |
| ----- | --------- | --------- |
| 1918  | 16 428    | -         |
| 1939  | 18 816    | 14,54 %   |
| 1948  | 16 458    | -12,53 %  |
| 1960  | 32 522    | 97,61 %   |
| 1970  | 47 074    | 44,75 %   |
| 1975  | 65 198    | 38,50 %   |
| 1980  | 60 779    | -6,78 %   |
| 1990  | 94 790    | 55,96 %   |
| 1995  | 112 277   | 18,45 %   |
| 2000  | 123 672   | 10,15 %   |
| 2007  | 144 065   | 16,49 %   |
| 2010  | 153 085   | 6,26 %    |